# Television Critics Association Awards
Les Television Critics Association Awards (TCA Awards) sont des récompenses télévisuelles américaines décernées chaque année depuis 1985 par la Television Critics Association, fondée en 1978 et composée d'un collège de 220 journalistes des presses télévisuelles américaine et canadienne.

## Catégories
- Émission de l'année (Program of the Year)
- Meilleure nouvelle série (Outstanding New Program)
- Meilleure série dramatique (Outstanding Achievement in Drama)
- Meilleure série comique (Outstanding Achievement in Comedy)
- Meilleure interprétation dans une série dramatique (Individual Achievement in Drama)
- Meilleure interprétation dans une série comique (Individual Achievement in Comedy)
- Meilleur film, mini-série ou téléfilm (Outstanding Achievement in Movies, Mini-Series and Specials)
- Meilleur émission pour enfants (Outstanding Achievement in Children’S Programming)
- Meilleure émission de téléréalité (Outstanding Achievement in Reality Programming)
- Meilleure émission d'information (Outstanding Achievement in News and Information)
- Meilleur émission sportive (Outstanding Achievement in Sports) (1985-1997)
- Heritage Award
- Career Achievement Award